# Drielse Veer
Het Drielse Veer is een zonneveer dat Driel met Heveadorp verbindt. 
Het veer is altijd een vervoersmiddel geweest voor voetgangers en later ook voor fietsers.

## Geschiedenis
Zeilboot

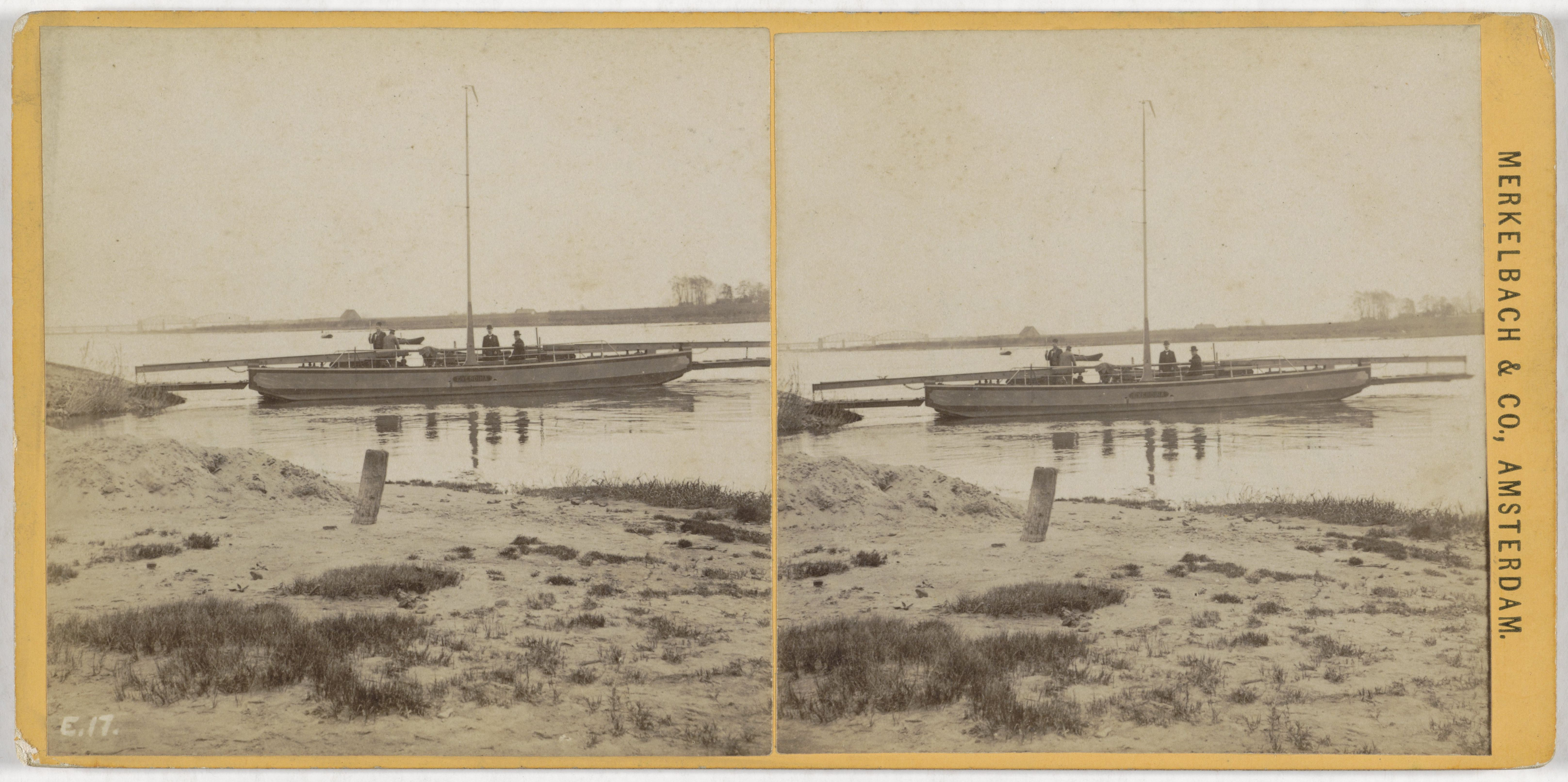
Stereo foto Drielse veer datering ca 1900-1902)

Rond het jaar 1000 werden Drielse bewoners met een zeilboot naar Oosterbeek gebracht om daar naar de kerk te gaan voor een huwelijk of doop of voor de zondagdienst. In 1460 werd Driel kerkelijk zelfstandig. In 1580 werd het veer eigendom van de Hervormde Kerk in Oosterbeek en van 1669-1846 was de gemeente Arnhem de eigenaar. De volgende eigenaar was een steenfabrikant uit Oosterbeek die het veer gebruikte om zijn werknemers over te zetten.
In Een geschiedenis van het Drielse veer (2022) beschrijft Frans Busch, oud-leraar Nederlands en geschiedenis, de historie van het veer.
Gierpont
Van ongeveer 1900-1960 werd een gierpont gebruikt. Die mogelijkheid bestond niet meer nadat in 1970 het stuw- en sluizencomplex Driel was aangelegd. Het veer werd door Rijkswaterstaat onteigend en verkocht aan de firma Wennekes uit Oosterbeek, die een dieselmotor installeerde.
Zonneveer de Opstapper
Sinds die dieselmotor het begaf, vaart het veer, met de naam 'Opstapper 1' (schip, 1959) op zonne-energie. Het dak is belegd met zonnepanelen. 's Nachts wordt indien nodig aan wal stroom bijgetankt. In het voorjaar van 2013 bleek de elektromotor onvoldoende sterk om de pont ook met sterke stroming te kunnen varen. De boot raakte op drift. Er zijn toen nieuwe zonnepanelen en een sterkere omvormer geplaatst, waarmee het veer sinds augustus 2013 weer vaart.
Op het veer werken mensen die een achterstand op de arbeidsmarkt hebben, als werkervaringsplek.

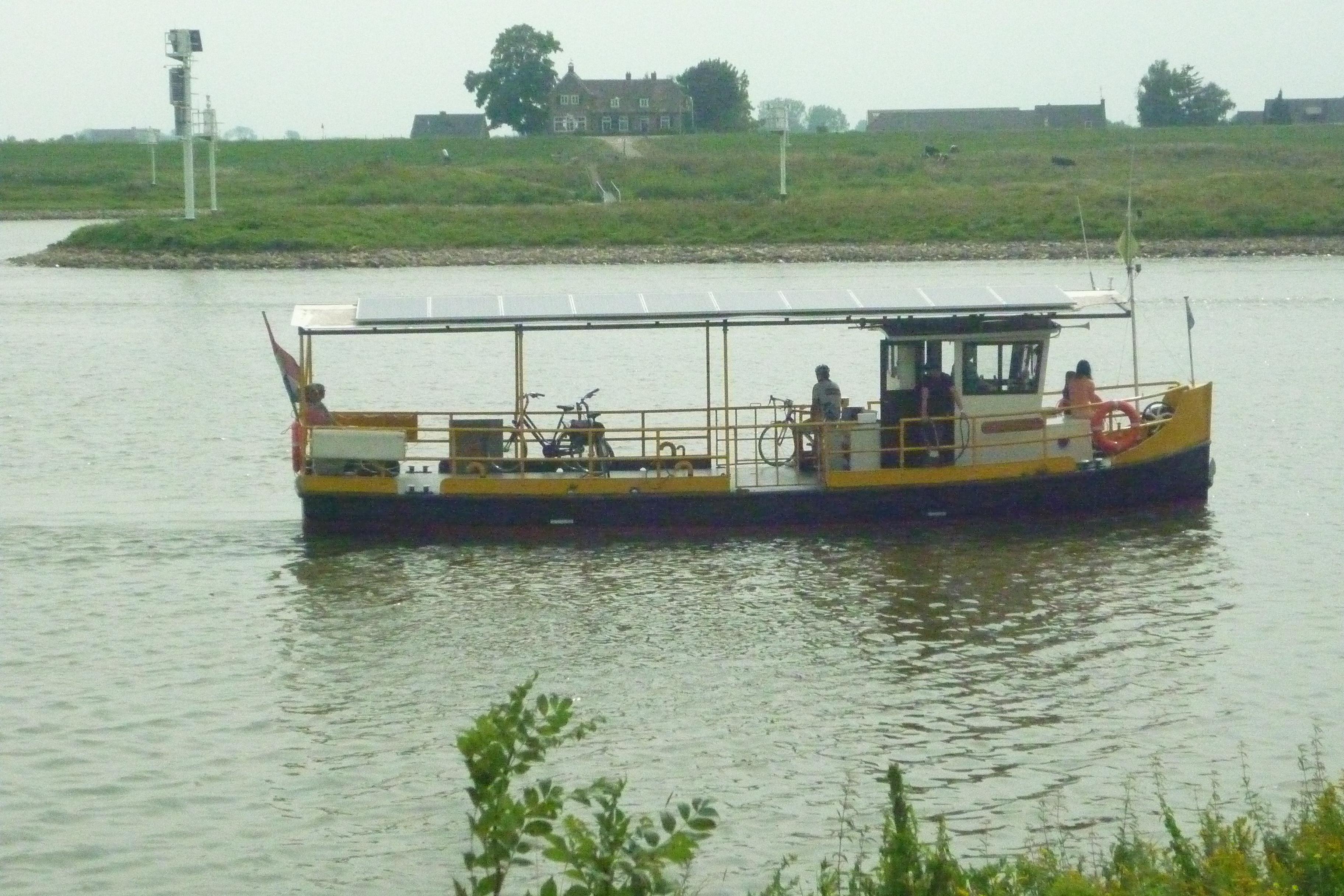
De Opstapper 1
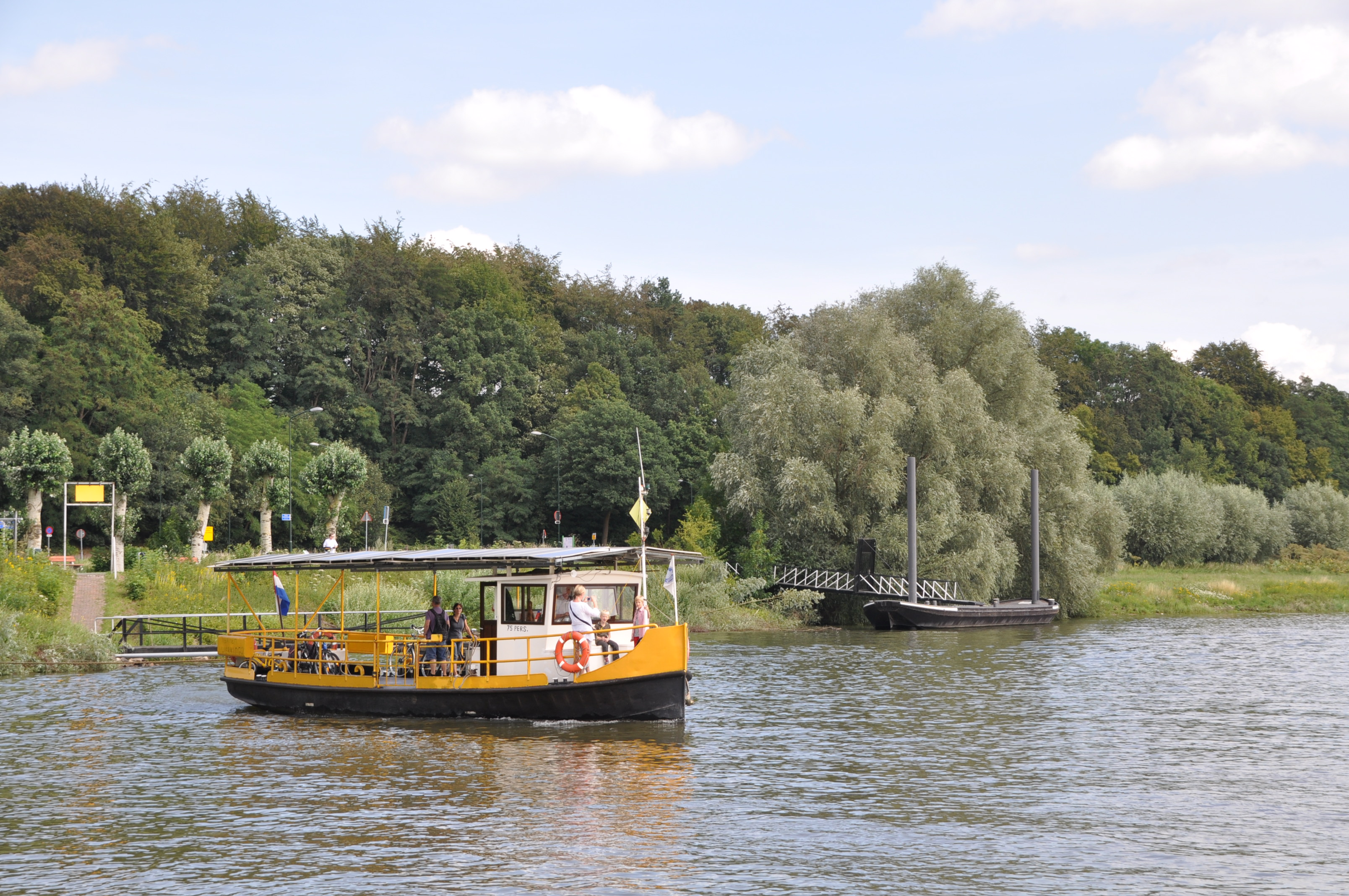
De Opstapper 1

## Schilderij

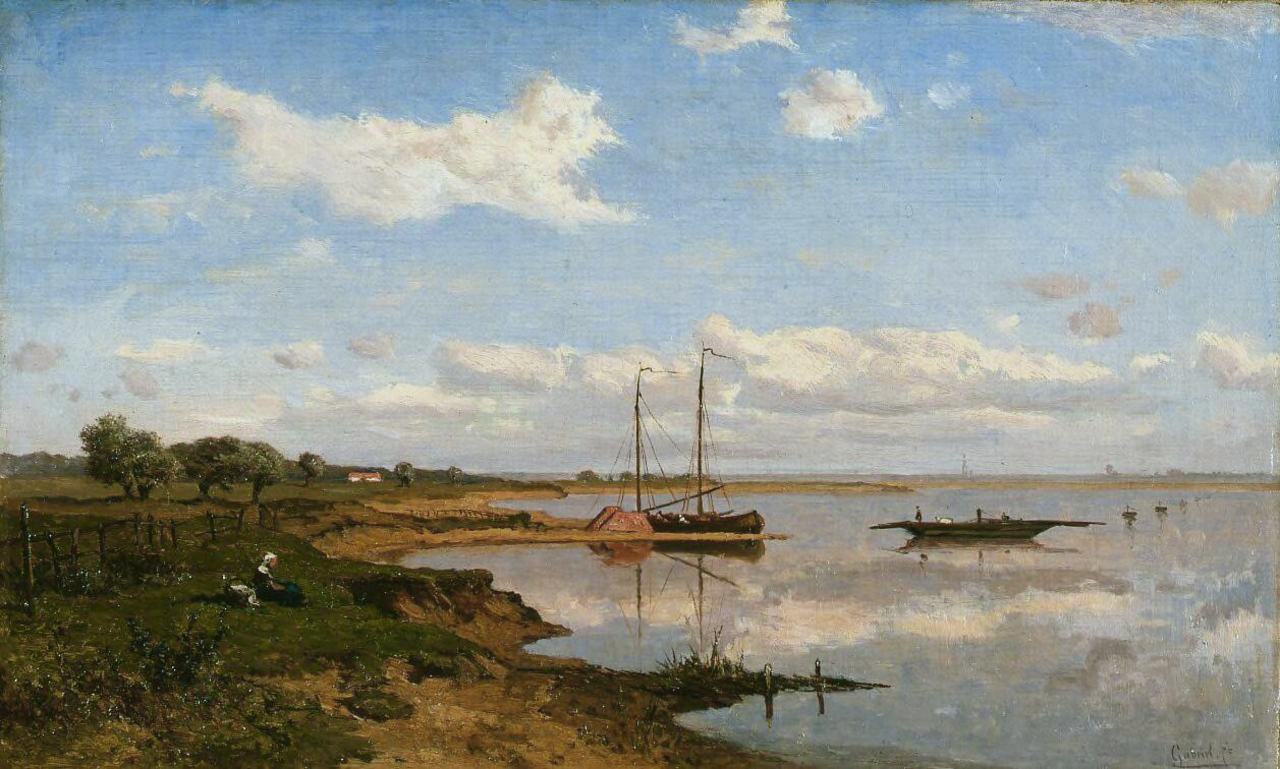
Het Drielse veer (Paul Joseph Constantin Gabriël, 1863)

Circa 1861-62 is het Drielse veer geschilderd door Constantin Gabriël. Het doekje hangt in het Dordrechts Museum. Gabriëls beschreef zijn schilderijtje, inclusief het veer in oktober 1862 aan kunsthandelaar Verloren: '..het schilderijtje stelt voor, en zeer juist gevolgd, de Rhijn bij Oosterbeek, genomen van den Doornweerd, op het Drielsche Veer ziende.'

## Tweede Wereldoorlog
Het Drielse veer speelde een cruciale rol tijdens Operatie Market Garden. Op 21 september 1944 werden ongeveer 1000 Poolse parachutisten afgeworpen bij Driel. De Polen moesten met het Drielse veer de Nederijn oversteken om de bijna geheel omsingelde Britse luchtlandingstroepen in Oosterbeek te versterken. Het veer was alleen verdwenen en slechts een klein deel wist tijdens twee nachtelijke oversteekpogingen onder vijandelijk vuur de overkant te bereiken. Uiteindelijk konden door de komst van de Poolse parachutisten de restanten van de 1ste Britse luchtlandingsdivisie uit Oosterbeek worden geëvacueerd.

## Andere zonneveren
Er zijn drie andere veerboten in Nederland die op zonne-energie varen: Het Renkumse veer (sinds juni 2021), het Zonneveer op de Nieuwkoopse Plassen (alleen 1 juni tot 8 september) en Zonnepont Schalkediep op het Prinses Margrietkanaal in Friesland. De Schalkediep is het oudste zonneveer en werd in 1995 in dienst genomen.